# Brownea santanderensis
Brownea santanderensis é uma espécie de legume da família Leguminosae.
Apenas pode ser encontrada na Colômbia.